# 玉村和彦
玉村 和彦（たまむら かずひこ、1940年 - ）は、日本の経営学者、観光学者。同志社大学名誉教授。

## 略歴・人物
1940年（昭和15年）長野県生まれ。
1959年（昭和34年）長野県松本県ヶ丘高等学校卒業
。
1963年（昭和38年）同志社大学商学部卒業。
1965年（昭和40年）同志社大学大学院商学研究科修了。
2002年（平成14年）エクセター大学大学院地理学・考古学研究科地理学専攻

。
同志社大学商学部助教授、教授、2000年（平成12年）同志社大学キリスト教文化センター所長を経て
、
2006年（平成18年）定年退官。同志社大学名誉教授

## 著書・論文共著
- 『The Interstate Commerce Commissionと運賃理論の生成』　同志社大学商学部20周年記年号 1968年
- 『アメリカにおける鉄道敷設の経済的背景』　同志社商学   20(3-4) 149-171 1969年
- 『鉄道会社の資金調達』　同志社商学   21(1) 33-163 1970年
- 『貸切バスの史的分析』　同志社商学  1971年
- 『竹富島（沖縄）にみる観光地化への軌跡』　同志社商学   25(4-6) 1974年
- 『観光と交通事業　現代観光論（新版）』 玉村和彦(共著)　有斐閣   1984年
- 『パッケージ観光論　その英国と日本の比較研究』玉村和彦著　同文舘出版 2003年
- 『21世紀(2001年)の京都観光ビジョン(京都市観光基本構想)』玉村和彦著 1992年
- 『歴史と遊ぶ館・京都』玉村和彦著 1995年
- 『海外旅行商品の研究』玉村和彦著
- 『マス・ツーリズムとパッケージ・ツアー』玉村和彦著

## 受賞歴
- 1996年観光に関する学術研究論文(第1回)一席[7]

## 所属学協会
- 日本交通学会
- 日本観光研究学会
- 総合観光学会